# Guarani Esporte Clube (Juazeiro do Norte)
Il Guarani Esporte Clube, noto anche semplicemente come Guarani de Juazeiro, è una società calcistica brasiliana con sede nella città di Juazeiro do Norte, nello stato del Ceará.

## Storia
Il club è stato fondato il 10 aprile 1941. Il Guarani de Juazeiro ha vinto il Campeonato Cearense Série B nel 2004, e nel 2006. Ha vinto la Copa Integração nel 2006. Il Guarani ha partecipato al Campeonato Brasileiro Série D nel 2011, dove è stato eliminato alla prima fase, dopo aver terminato al terzo posto nel proprio gruppo.

## Palmarès

### Competizioni statali
- Campeonato Cearense Série B: 3

2004, 2006, 2022
- Campeonato Cearense Série C: 1

2021
- Copa Fares Lopes: 2

2012, 2016

### Altri piazzamenti
- Campionato Cearense:

Secondo posto: 2011